# Лопуд (острво)
Лопуд је једнo од острва које припада групи Елафитских острва у Јадранском мору, на хрватском дeлу Јадрана.

## Географски подаци
Лопуд спада у јужнодалматинску групу острва, а налази се око 5 наутичких миља северозападно од дубровачке луке Груж. Источно од Лопуда смештено је острво Колочеп, а западно острво Шипан. На западној страни острва Лопуд налази се истоимено насељено место.
Површина острва износи 4,63 km². Највиша кота на острву је врх Полачица на 216 m надморске висине. Дужина острва је 4,6 km а укупна дужина обале износи 13,2 km.

## Историја
Острво Лопуд, према неким археолошким налазима, насељено је већ хиљадама година. На острву су пронађени многи остаци старогрчких, римских и словенских грађевина и рушевина.
Од 1457. године Лопуд постаје једно од регионалних средишта Дубровачке републике. У то време на острву је живело преко 1000 становника, а економски успон Републике одражавао се и на острво. Бродовласници са Лопуда имали су властиту флоту од око 80 бродова као и бродоградилиште.
Месни перивој познат је као бивши врт виле из 19. века. У врту расте неколико врста биљака, а преовладавају бамбуси и различите врсте кактуса, сакупљане по целом свету.
На Лопуду постоје 24 цркве, а фрањевци и доминиканци саградили су овде своје манастире.

## Вегетација
Острво прекрива бујна шума у којој превладава бор и средоземна макија. На острву такође расту бројне палме, маслине и стабла ловора.

## Привреда
Привреда острва заснива се на туризму, угоститељству, рибарству, пољопривреди и виноградарству. У месту Лопуд постоји и хотел Лафодиа те бројни ресторани и кафићи.
На југоисточној страни острва налази се увала Шуњ са пешчаном плажом. У месту постоји и основна школа чију је изградњу предложио Иво Куљеван.

## Становништво
Према попису становника из 2001. године на острву живи 220 становника, углавном Хрвата католичке вероисповести.

## Познати људи рођени на Лопуду
- Франо Ућелини – Тице (1895.-1937), которски бискуп

## Галерија
- Поглед са тврђаве Сутврач
- Хотел Лафодиа саграђен 1968. године
- Плажа Шуњ
- Црква св. Ивана на видиковцу Белведер
- Запуштена грађевина
- Црквица
- Шпанска тврђава Сутврач
- Шуме Лопуда гледане са Сутврача
- Унутрашњост тврђаве Сутврач
- Црква Госпе од Шуња
- Призор са гроба у црквици поред Цркве Госпе од Шуња
- Пејзаж Лопуда
- Понад плаже Шуњ
- Призор уз пешачки пут
- Друга страна острва
- Видиковац на почетку 1,6 км дугог пешачког пута
- Једна од кућа у месту
- Црква у месту
- Врата цркве у месту
- Бивши хотел Гранд
- Лопудски парк
- Призор из парка
- Обала места